# Dyrektor Generalny Służby Więziennej
Dyrektor Generalny Służby Więziennej – kierownik Centralnego Zarządu Służby Więziennej oraz podległych Centralnemu Zarządowi jednostek organizacyjnych, a także przełożony wszystkich funkcjonariuszy Służby Więziennej.

## Zadania i organizacja Służby Więziennej
Dyrektora Generalnego Służby Więziennej powołuje i odwołuje Prezes Rady Ministrów na wniosek Ministra Sprawiedliwości, któremu Dyrektor Generalny jest podległy.
Zastępców Dyrektora Generalnego Służby Więziennej mianuje i zwalnia ze stanowiska Minister Sprawiedliwości na wniosek Dyrektora Generalnego.
Do zakresu działania Dyrektora Generalnego Służby Więziennej należy w szczególności:
1. tworzenie warunków do prawidłowego i praworządnego wykonywania kar pozbawienia wolności i tymczasowego aresztowania oraz ustalanie kierunków pracy resocjalizacyjnej;
2. sprawowanie nadzoru nad organizacją i realizowaniem zadań przez jednostki organizacyjne;
3. ustalanie metod i form wykonywania zadań służbowych przez funkcjonariuszy, w zakresie nieobjętym przepisami wydanymi na podstawie ustawy;
4. ustalanie zasad technicznego zabezpieczenia ochronnego i bezpieczeństwa w zakładach karnych i aresztach śledczych;
5. kierowanie pracą Centralnego Zarządu Służby Więziennej;
6. kształtowanie polityki kadrowej w Służbie Więziennej i określanie szczegółowych zasad szkolenia funkcjonariuszy;
7. inicjowanie badań naukowych dotyczących zadań Służby Więziennej oraz współdziałanie z placówkami naukowymi w tym zakresie;
8. ustalanie liczby stanowisk w okręgowych inspektoratach Służby Więziennej oraz łącznej liczby stanowisk dla podległych jednostek organizacyjnych;
9. określanie szczegółowych warunków bezpieczeństwa i higieny pracy w jednostkach organizacyjnych;
10. ustalanie szczegółowych zasad wykorzystywania zwierząt do realizacji zadań Służby Więziennej;
11. ustalanie szczegółowych zasad gospodarowania składnikami majątkowymi i zapewnienie racjonalnego wykorzystywania środków finansowych przeznaczonych na działalność Służby Więziennej.

## Dyrektorzy Centralnego Zarządu Zakładów Karnych
- Romuald Soroko – od 31 maja 1988 do 10 maja 1990
- płk SW dr Paweł Moczydłowski – od 1 marca 1992 do 30 listopada 1994
- Krzysztof Kulesza (p.o.) – od 1 grudnia 1994 do 13 kwietnia 1995
- płk SW Lech Moderacki – od 14 kwietnia 1995 do 6 grudnia 1995
- Grzegorz Szkopek (p.o.) – od 29 stycznia 1996 do 2 września 1996

## Dyrektorzy Generalni Służby Więziennej
- gen. SW Włodzimierz Markiewicz – od 3 września 1996 do 8 maja 2000
- płk SW Aleksander Nawrocki – od 9 maja 2000 do 8 lutego 2002
- gen. SW Jan Pyrcak – od 8 lutego 2002 do 7 października 2005
- gen. SW Andrzej Popiołek (p.o.) – od 7 października 2005 do 26 lutego 2006
- płk SW Henryk Biegalski – od 26 lutego 2006 do 15 marca 2006
- gen. SW Marek Szostek (p.o.) – od 15 marca 2006 do 13 czerwca 2006
- gen. SW dr Jacek Pomiankiewicz – od 13 czerwca 2006 do 20 stycznia 2009
- gen. SW Paweł Nasiłowski – od 5 marca 2009 do 18 listopada 2009
- płk SW Kajetan Dubiel – od 18 listopada 2009 do 28 września 2010
- gen. SW Jacek Włodarski – od 2 października 2010 do 30 stycznia 2015
- gen. insp. SW Jacek Kitliński – od 30 stycznia 2015 do 29 grudnia 2023[1]
- płk. SW dr Andrzej Pecka – od 12 stycznia 2024 do 30 kwietnia 2025[2][3]
- płk SW Renata Niziołek – od 13 maja 2025[4]